# Vladimír Farský (odbojář)
Vladimír Farský (20. června 1899 Roprachtice – 9. května 1944 Malá pevnost Terezín) byl za protektorátu členem komunistického protiněmeckého odboje ve východních Čechách. Od začátku listopadu 1942 až do svého posledního zatčení 18. dubna 1944 pracoval jako konfident gestapa na Královéhradecku, Dobrušsku, Náchodsku a Královédvorsku. 

## Život
Vladimír Farský se narodil 20. června 1899 v Roprachticích. Podle popisu z roku 1943 se jednalo o tuberkulózního muže bez jednoho prstu u pravé ruky, který byl zaměstnán u společnosti Kooperativa jako listovní, z Prahy vozil zprávy a jezdil nejvíc na Náchod a Králův Dvůr.

### V komunistickém odboji
V protektorátní době se zapojil do komunistického odboje a byl instruktorem ilegální KSČ pro východní Čechy (odbojové krycí jméno „Karel“). Farský působil jako školitel II. ilegálního ústředního vedení KSČ (Jan Zika) a po jeho rozbití gestapem navázal Farský kontakt s III. ilegálním ústředním vedením KSČ (Josef Molák), kde zastával funkci instruktora ústředního vedení ilegální KSČ pro královéhradecký kraj. Farský (společně s Jaroslavem Fialou) patřili do skupiny instruktorů člena ilegálního III. ÚV KSČ Jana Žižky. Odbojář Jan Žižka měl na starosti Prahu, severní a severovýchodní Čechy. Mezi Žižkovo spolupracovníky patřili i paní Josefa Faimonová a Josef Pilař. Farský měl v odboji i přímou vazbu na Josefa Dubce, Miroslava Říčaře, Bohumila Říčaře a Josefa Formánka.

### Cesta ke konfidentství
Do řad konfidentů byl Vladimír Farský naverbován (podle svědectví Rudolfa Vetišky, blízkého spolupracovníka Josefa Moláka) již 29. října 1942, když se účastnil zatýkací akce gestapa na pražském Smíchově, při níž se střelbou a útěkem zachránil zatýkaný komunistický odbojář Josef Pilař. (Josef Pilař byl členem II. a III. Ústředního ilegálního vedení KSČ a spolupracoval i s Josefem Formánkem – krajským vedoucím tajemníkem ilegální KSČ královéhradeckého kraje. Josef Formánek patřil do odbojové organizace KSČ Formánek – Farský – Říčař.) Josef Pilař se ke konci roku 1943 vrátil do Prahy, ale tou dobou již s jistotou věděl, že Vladimír Farský je konfidentem gestapa.
V komunistických publikacích o odboji bylo uváděno, že Vladimír Farský byl pro svoji odbojovou činnost zatčen gestapem v Praze dne 26. března 1943 v pražském hostinci Václava Zákravského (na dnešní adrese Radlická 2000/3, Praha 5). Tento hostinec využívalo jako zpravodajskou přepážku a místo utajených schůzek III. ilegální vedení KSČ. Již první den po zostřeném (= krutém) výslechu v Petschkově paláci podlehl Farský nátlaku gestapa, které mu hrozilo zatčením jeho těhotné manželky a nezletilého syna. Ve snaze zachránit sebe a členy své rodiny přistoupil Farský na spolupráci s Němci a stal se konfidentem, který byl gestapem nasazován jak v Praze tak i ve východních Čechách.
Nejspíše tedy od listopadu 1942 pracoval Vladimír Farský (krycí jméno „Karel“) jako elitní konfident šéfa protikomunistického odboru Řídící úřadovny gestapa Praha komisaře SS-Hautpsturmführera Heinze Jantura (Hans Jantura). Farský nastoupil do služeb gestapa a postupně mu vyzradil celé vedení KSČ hradeckého kraje.

### Práce konfidenta
Úkolem Farského bylo rozpracovávat odboj na Královéhradecku, Dobrušsku, Náchodsku a Královédvorsku a to minimálně 4 měsíce (tj. od konce října 1942) před začátkem likvidace odbojových skupin, tedy i odbojové skupiny Obrany národa – Jitřenka, která začala 22. února (resp. 23. února) 1943 a pokračovala i v březnu 1943. Čelnými představiteli „Jitřenky“ byli: paní Žofie Šnajdrová - Jitřenka, paní Anna Slezáková - Inka, manželé Václav a Růžena Kašparovi z hájovny ve Velkých Petrovicích a starosta Macháček z Rosnice).
Zhruba od poloviny března 1943 se Vladimír Farský aktivně zapojil i do rozkrytí odbojové organizace podplukovníka Josefa Svatoně – Obrany národa Vysočina – sever a organizací ilegální KSČ v pardubickém kraji.
Konfident gestapa Vladimír Farský z Prahy infiltroval do regionální protiněmecké organizace působící v severovýchodních Čechách. V této organizaci vedené železničářem Bohumilem Říčařem a nadporučíkem Albínem Sládkem z Hradce Králové byl začleněn i tkalcovský mistr Bohuslav Čtvrtečka (* 12. února 1912) a jeho kolega František Poláček. Kromě Albína Sládka usilovalo gestapo delší dobu i o zatčení Bohumila Říčaře (užíval v odboji krycí jména „Bureš“ a „Kupka“). Albín Sládek, člen ilegální vojenské odbojové organizace Obrana národa v severovýchodních Čechách, se pohyboval v ilegalitě od února 1940, často měnil místa svého pobytu a právě díky Farskému se Němcům podařilo přijít mu na stopu někdy kolem 24. února 1943. Minimálně od té doby byl Sládek sledován a jeho pohyb byl monitorován. Při zátahu gestapa 26. února 1943 byl zastřelen plnou dávkou samopalu ležící v posteli v chalupě č.p. 53 na Dolech u Bystré v Orlických horách. Podle svědectví Bohumila Čtvrtečky to byl právě konfident Farský, který přivedl gestapo na stopu štábního kapitána Albína Sládka a navedl je i k chalupě, kde byl pak Albín Sládek zastřelen.
Na základě Farského výpovědi byl 27. března 1943 ve Dvoře Králové nad Labem dopaden gestapem významný komunistický odbojář Josef Formánek.
V Náchodě a okolí byli 28. března 1943 pozatýkáni gestapem vedoucí představitelé levicové odbojové skupiny Wiesner–Špreňar–Rajmon (Jan Špreňar, Alba Špreňarová, Bohumil Říčař, Růžena Wiesnerová). Tato odbojová skupina byla označována též jako Krajské řídící centrum a na Náchodsku fungovala od začátku roku 1942. Skupina byla rozbita i vinou konfidenta gestapa Vladimíra Farského.

### Konec konfidentské činnosti
Činnost konfidenta gestapa Vladimíra Farského byla ukončena v létě 1943, když byla jeho zrádcovská role mezi příslušníky odboje prozrazena. Nahrávala tomu skutečnost, že odbojové organizace, kam infiltroval byly již gestapem zlikvidovány a navíc bylo možno svést na Farského i některá zatčení, která měl na svědomí další Janturův konfident Jaroslav Fiala, který nejspíše i prozrazení Farského spolupráce s Němci v řadách odboje gestapu potvrdil. Jaroslav Fiala byl v té době pro gestapo cenný, dosud byl neprozrazen a navíc se dostal k Josefu Molákovi – vedoucímu tajemníkovi III. ilegálního ÚV KSČ a stal se významným členem III. ilegálního ÚV KSČ. Svého přítele Josefa Moláka „předal“ konfident Jaroslav Fiala gestapu 18. srpna 1943, kdy byl Josef Molák během zatýkání v berounském bytě zastřelen.)
Na jaře 1944 navíc gestapo zjistilo, že Farský opravdu dále pracuje pro odboj a že ochotu spolupracovat s německými bezpečnostními složkami jen předstíral. Farského konfidentská kariéra se uzavřela 18. dubna 1944 kdy byl Farský znovu zatčen a umístěním v policejní věznici gestapa v Malé pevnosti Terezín. Jako nepohodlný svědek byl v Malé pevnosti Terezín zastřelen 9. května 1944. 

### Po druhé světové válce
O jeho případu po skončení druhé světové války vypovídalo několik bývalých příslušníků gestapa – mezi nimi i kriminální komisař Josef Böhm (1900–1947). Podle svědectví příslušníka gestapa Franze Liebela dostával Farský za svoje služby a vysoce ceněné zrádné informace značné finanční obnosy dosahující výše až 5000,- K měsíčně, což činilo (oficiálním kurzem 10:1) po přepočtu 500,- RM (říšských marek).

## Závěr
Společně s konfidentem gestapa Jaroslavem Fialou dodal Vladimír Farský německým vyšetřovacím a represivním složkám dostatek informací sloužících k rozkrytí některých částí odbojových organizací Obrany národa – Národního odboje – Jitřenka a Obrany národa Vysočina – sever. Kromě toho Farského a Fialovy informace pomohly Němcům při likvidaci ilegálního vedení KSČ královéhradeckého kraje včetně na něj napojených ilegálních organizací, jakož i komunistických podzemních organizací působících v pardubickém kraji na Žamberecku, Vysokomýtsku a Litomyšlsku. Koncem roku 1942 a počátkem roku 1943 pomohli oba konfidenti gestapu při zátazích na členy odboje ve východních Čechách a v konečném důsledku mají oba dva na svědomí zatčení 300 odbojářů, z nichž mnoho za protiněmecký odpor zaplatilo životem. Oba dva byli členy ilegální KSČ, kde měli funkci školitelů III. ilegálního ÚV KSČ. Zatímco Jaroslav Fiala působil v pardubickém kraji, Vladimír Farský v kraji královéhradeckém.

## Galerie

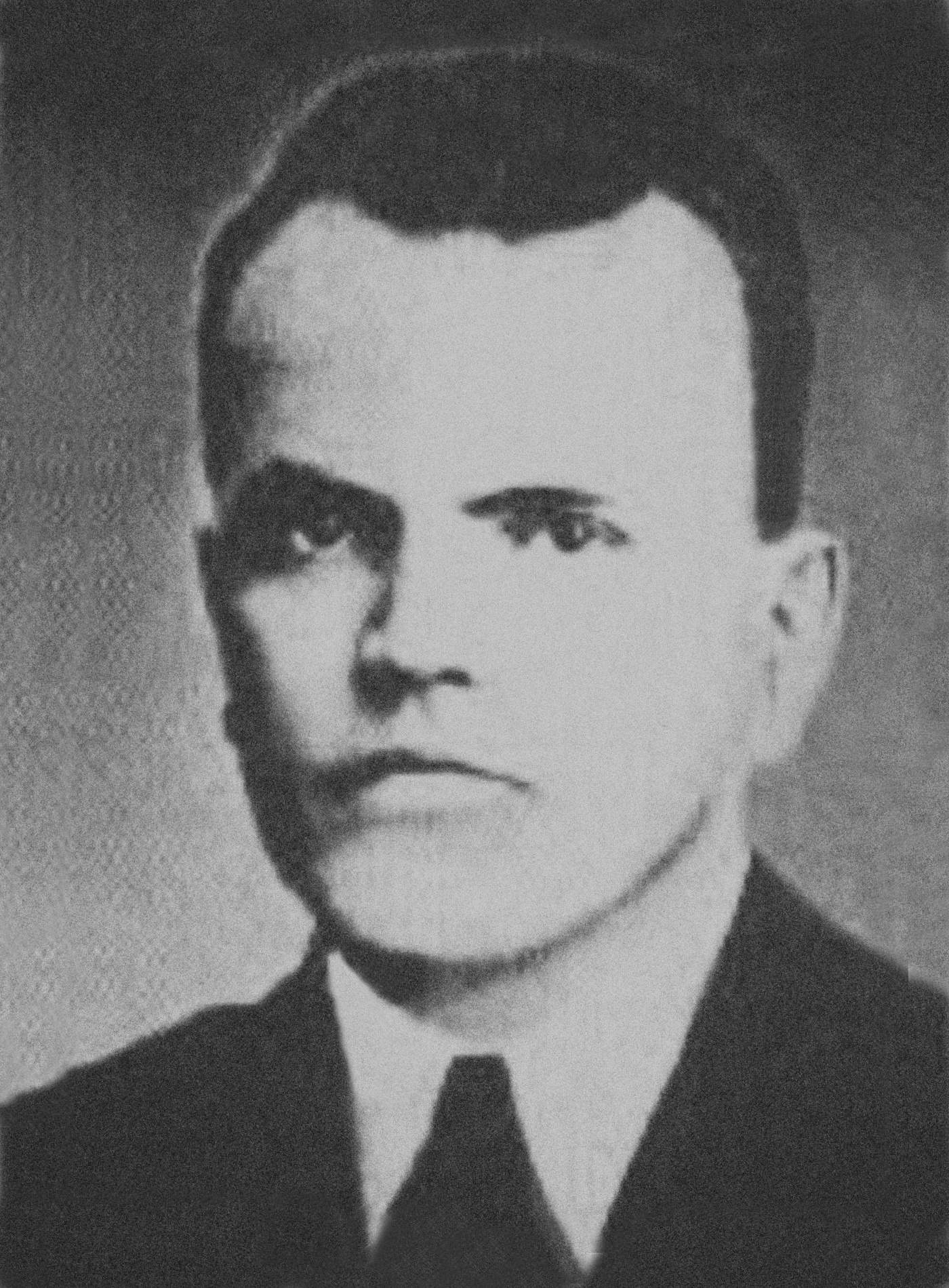
Jan Zika
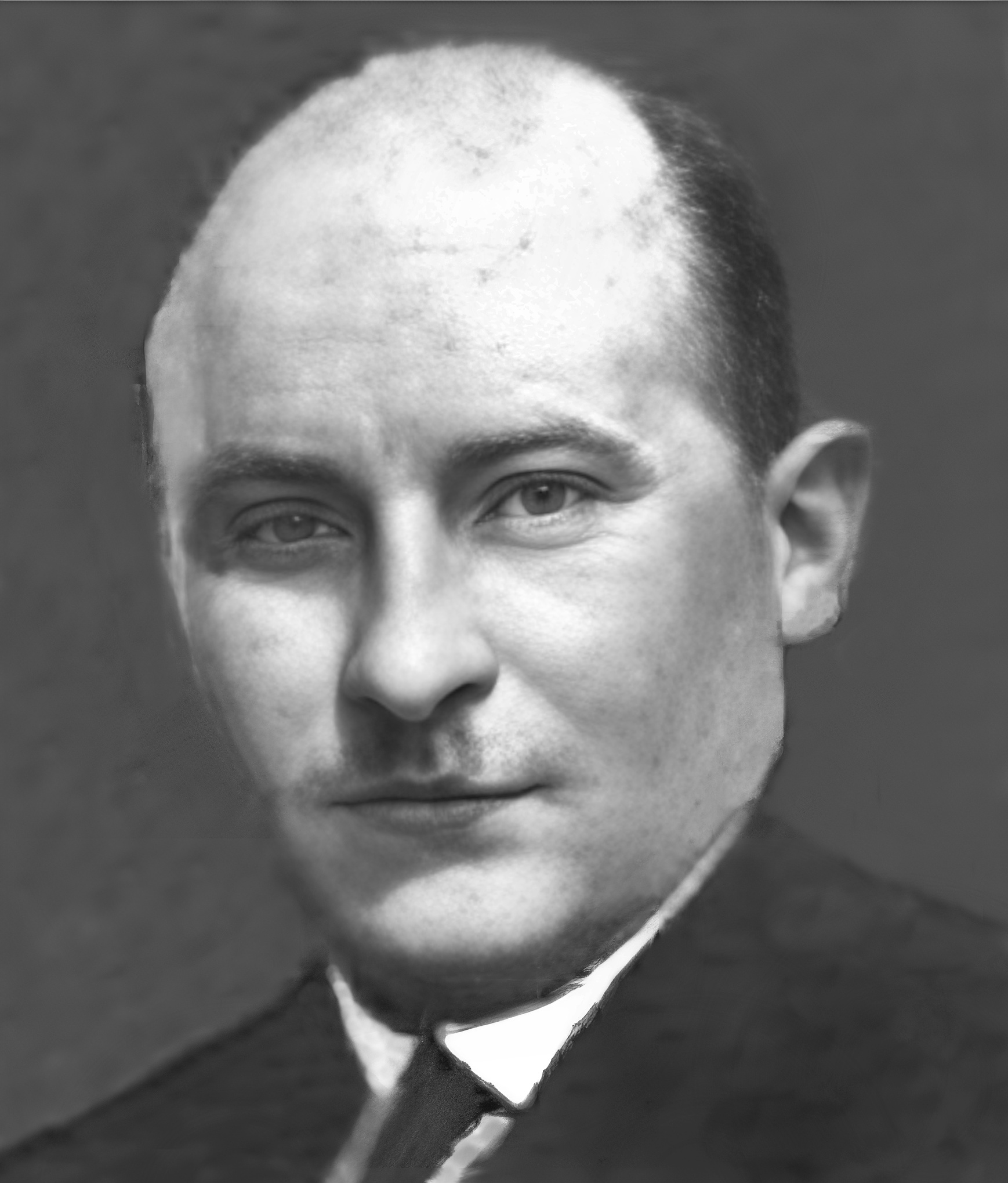
Josef Molák
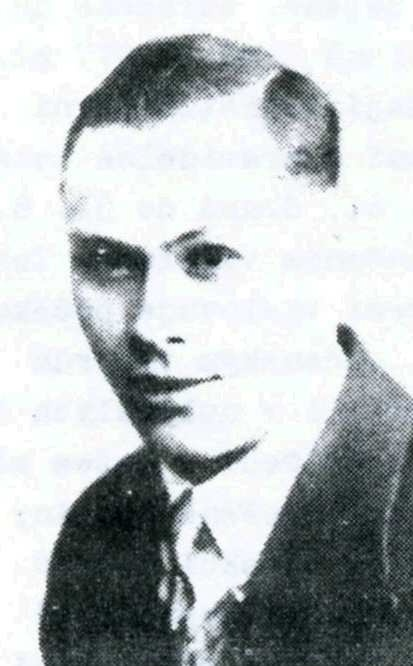
Jan Žižka
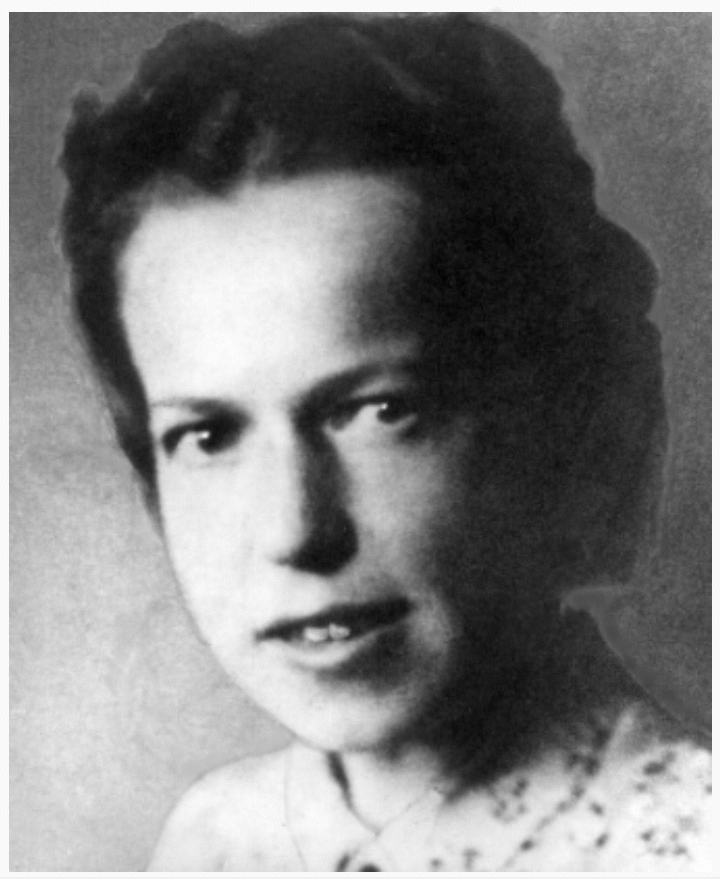
Josefa Faimonová
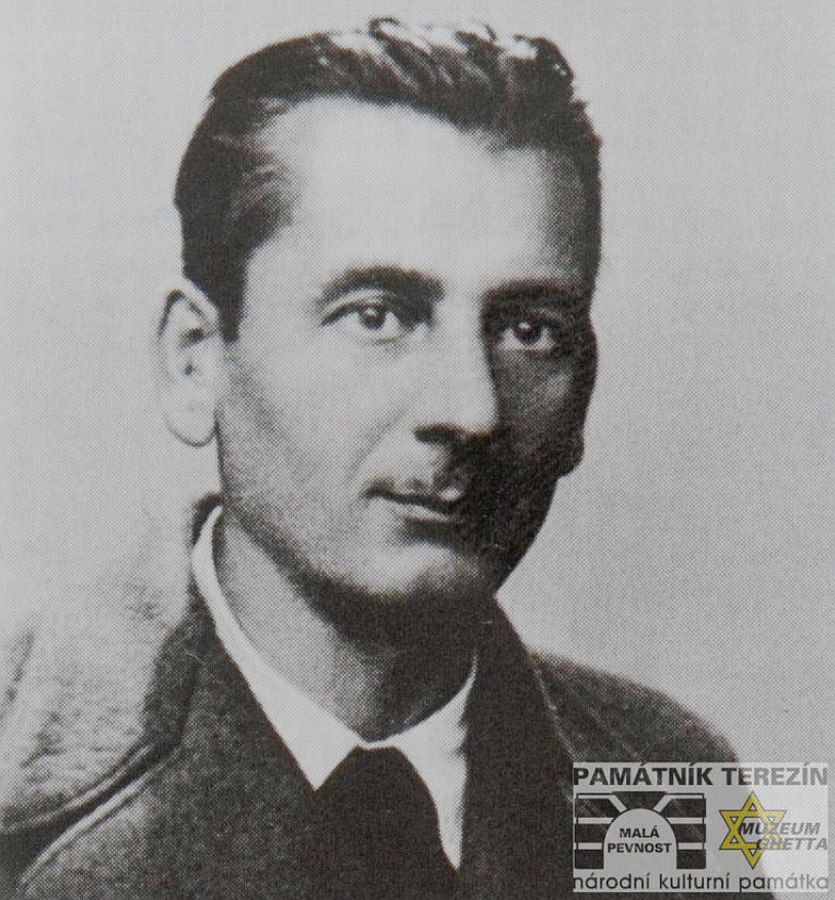
Josef Formánek
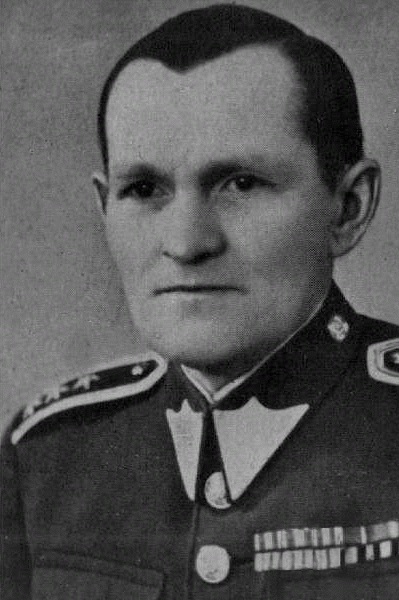
Josef Svatoň
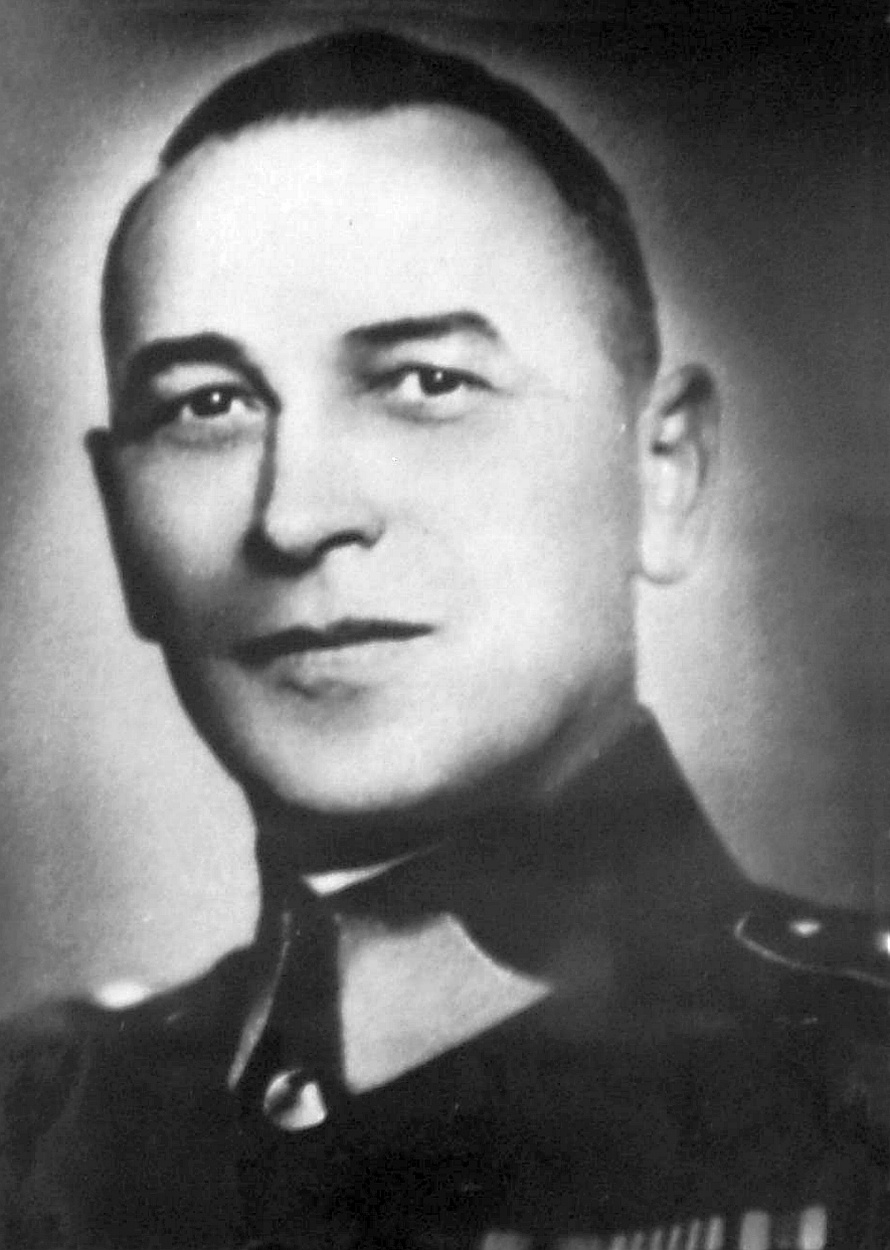
Albín Sládek
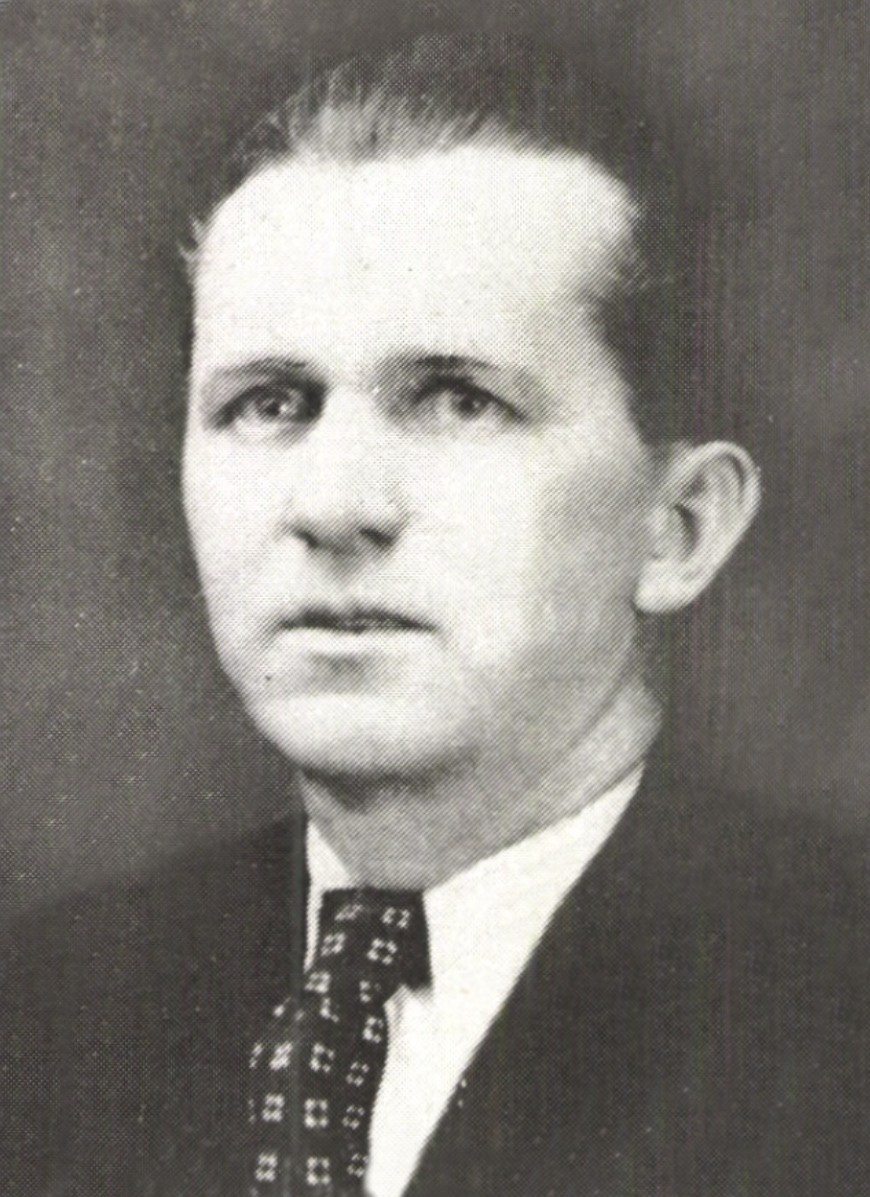
Jaroslav Fiala